# Franklin megye (Tennessee)
Franklin megye az Amerikai Egyesült Államokban, azon belül Tennessee államban található. Megyeszékhelye és legnagyobb városa Winchester. Lakosainak száma 42 774 fő (2020. április 1.). Franklin megye Coffee, Jackson, Grundy, Marion, Madison, Lincoln és Moore megyékkel határos.

## Népesség
A megye népességének változása:
| Lakosok száma | 40 990 | 40 876 | 40 788 | 41 129 | 41 449 | 42 774 |
|               | 2010   | 2011   | 2012   | 2013   | 2015   | 2020   |